# غوستافو كاردوزو (كرة يد)
غوستافو كاردوزو (بالبرتغالية: Gustavo Cardoso) مواليد 9 يناير 1982، هو لاعب كرة يد برازيلي يلعب كظهير أيمن. مثل منتخب البرازيل لكرة اليد.

## سجل المنافسة
شارك في البطولات التالية:
- بطولة العالم لكرة اليد للرجال 2015